# Scratchen

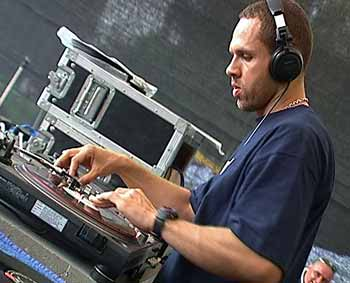
DJ beim Scratching

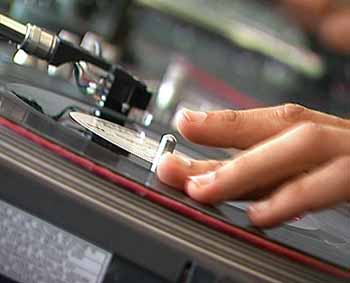
Detailaufnahme

Unter Scratchen oder Scratching (vom Englischen „to scratch“ für „kratzen“) wird im Musikjargon die Erzeugung von Tönen durch rhythmisches Hin-und-her-Bewegen einer laufenden Schallplatte auf einem Plattenspieler bei aufgelegter Nadel verstanden. Dabei können die Töne mit dem Crossfader des Mischpultes rhythmisch ein- und ausgeblendet werden, um diese zu neuen Melodien zusammenzufügen. Die Schallplatte liegt dabei auf einer Slipmat, die es ermöglicht, die Schallplatte unabhängig vom Plattenteller zu drehen. Zumeist sind die verwendeten Plattenspieler darüber hinaus mit Tonabnehmern ausgestattet, die besonders robust und rillenstabil ausgelegt sind. Das Scratchen wurde 1975 von Grandwizard Theodore eingeführt und schnell zum festen Bestandteil des DJing im Hip-Hop.

## Geschichte
Das Scratchen verbreitete sich innerhalb der Hip-Hop Szene ab Mitte der 1970er-Jahre. Nach den ersten Fortschritten durch DJs wie Kool DJ Herc und Grandwizard Theodore, waren z. B. auf dem Song von Vaughan Mason & Crew Bounce, Rock, Skate, Roll (1979) Scratches zu hören. Im Jahr 1981 erschien der Song The Adventures of Grandmaster Flash on the Wheels of Steel von Grandmaster Flash & The Furious Five. Dieser Track ist ein kurzer DJ-Mix aus verschiedenen Songs und es werden – für die damalige Zeit – viele verschiedene Mixing- und Scratchtechniken verwendet. Malcolm McLaren & the World’s Famous Supreme Team veröffentlichten die Single Buffalo Gals (1982), auf der sich ebenfalls einige Scratches finden. 1983 erschien von derselben Band die EP D’ya Like Scratchin’?, welche sich sehr dieser Kunstform widmet. Ebenfalls 1983 verwendete dann Grand Mixer DXT als erster DJ das Sample Fresh und scratchte damit auf der Hit-Single Rockit von Herbie Hancock, welche sich auf dem Album Future Shock befindet. Dadurch wurde das Scratchen erstmals der breiten Öffentlichkeit präsentiert.
Vor allem nach der Jahrtausendwende wurde eine Vielzahl unterschiedlicher Techniken (engl. Moves) zur Erzeugung bestimmter Klänge und Rhythmen entwickelt. Mittlerweile hat sich daraus und aus dem Beatjuggling eine eigene Kunstform gebildet, das Turntablism.
Neben den üblichen Schallplatten werden in auf DJs spezialisierten Plattenläden auch solche verkauft, die nur besonders zum Scratchen geeignete Töne und Beats beinhalten. Solche Scratchplatten, die üblicherweise von DJs zusammengestellt werden, nennt man Battle-Tools oder Battle-Wax.

## Technik
Wichtig beim Scratchen ist die Auswahl des verwendeten Tones: Man unterscheidet zwischen Scratchen und Cutten. Beim Scratching wird das Scratchen als Musikinstrument eingesetzt. Der benutzte Ton tritt hierbei in den Hintergrund und das Scratchen an sich in den Vordergrund. Beliebt sind hier Klänge mit hartem Attack  wie der Tusch einer Gruppe von Bläsern, menschliche Stimmen und Synthesizereffekte.
Vom Cutten dagegen spricht man, wenn im Rahmen eines Songs ganze Textpassagen einer Gesangs- oder Rapspur gescratcht und wiederholt werden. Damit rückt das Scratchen an sich in den Hintergrund und die Inhalte der gescratchen Sprache werden Teil des Songs.
Im Hip-Hop wird häufig im Chorus gecuttet, wobei meistens die Inhalte des Songs in der gecutteten Zeile zusammengefasst werden.
Eine weitere Form des Scratchens ist das Scratchen reiner Schlagzeugparts, idealerweise eines Bass- und eines Snaredrumsounds in kurzer zeitlicher Folge. Daraus lassen sich dann durch Scratches neue Schlagzeugparts zusammensetzen bzw. laufende Schlagzeugparts ergänzen. Diese spezielle Technik nennt man Beatcutting.
Bei den eingesetzten Plattenspielern ist es entscheidend, dass diese über einen starken Motor verfügen, der die benötigte Drehzahl auch dann stabil hält, wenn der Plattenteller durch eine gestoppte Schallplatte einem Widerstand ausgesetzt ist. Auch muss dieser in der Lage sein, nach dem Loslassen der Platte sofort wieder zu seiner Zieldrehzahl zu gelangen. Dies wird durch elektronisch gesteuerte Motoren erreicht, die den Plattenteller direkt, d. h. nicht über einen Riemen ansteuern. Führend ist hier nach wie vor die Firma Technics mit ihrem Modell SL-1200 bzw. SL-1210, welches sich seit Jahrzehnten als Standard etabliert hat. Zu den verbreiteten Tonabnehmern gehört die dänische Firma Ortofon mit ihrer Concorde-Serie.

## Bekannte Moves

### Baby
Der Baby Scratch wurde 1975 von Grandwizard Theodore entwickelt, welcher damit zugleich das Scratchen im Allgemeinen erfand.
Letzteres geschah durch einen Zufall, während er, seiner eigenen Aussage nach, in seinem Zimmer das Plattenauflegen übte. Wie immer war er dabei viel zu laut. Seine Mutter kam aus diesem Grund in sein Zimmer, um ihn zu ermahnen. Er stoppte in diesem Moment die Platte mit seiner Hand, da beide diskutierten. Währenddessen schob er die Platte aber unbewusst leicht hin und her und hörte den Sound, welcher dadurch erzeugt wurde. Nachdem das Gespräch mit seiner Mutter beendet war, fing er an, mit dem Sound zu experimentieren.
Technik
Der Baby Scratch wird ohne Crossfader durchgeführt, der Mixer wird bei dieser Technik nicht mit einbezogen. Für die gesamte Zeit des Scratchens ist er offen (non-fader scratch / faderless scratch). Die Platte wird dann lediglich vor und zurück bewegt. Je schneller die Platte bewegt wird, desto höher wird der Ton. Es ist möglich, Patterns in einem binären oder ternären Rhythmus zu spielen. Dieser Scratch wird auch „Wiggy Wiggy“ oder „Jiggy Jiggy“ genannt, weil er etwa so ähnlich tönt.

### Forward/Backward
Der Forward Scratch ist ebenfalls unter dem Namen „Cutting“ bekannt. Erfunden wurde er von Grandmaster Flash.
Technik
Zu Beginn und am Ende des Scratches ist der Crossfader in der geschlossenen Position. Nachdem er geöffnet wurde, ist der Bewegungsablauf der Platte ähnlich wie beim Baby Scratch. Bei diesem Move wird jedoch auch der Crossfader während des Scratchens verwendet.
So wird der Sound des Samples vorwärts abgespielt und die Rückwärtsbewegung der Platte wird mit Hilfe des Crossfaders ausgeblendet. Bei der Vorwärtsbewegung kann die Platte leicht nach vorne geschoben werden – wie beim Baby Scratch – jedoch sollte sie nicht zu stark gestoßen werden. Dies wäre nämlich wiederum eine andere Technik (→ siehe Stab).
Eine leichte Variation stellt die Technik des „Release Scratches“ dar. Dabei wird das Sample bei der Vorwärtsbewegung nicht geschoben, sondern die Platte lediglich losgelassen und in beliebiger Länge abgespielt.
Beim „Backward Scratch“ wird, analog zu Forward, nur der Sound der Rückwärtsbewegung abgespielt und die Vorwärtsbewegung ausgeblendet.

### Drill
Wie beim Baby-Scratch wird nur die Platte rhythmisch bewegt, ohne den Ton mit dem Fader zu zerhacken. Der Drill-Scratch ist dabei aber viel schneller und wird durch Anspannen des Unterarms ausgeführt. Die Platte wird dadurch sehr schnell über einen sehr kurzen Plattenweg bewegt.

### Drag
Ein Drag ist im Grunde ein Baby-Scratch, mit dem Unterschied, dass der zu scratchende Ton erst schnell angeschoben wird und dann abgebremst wird. Somit ändert sich der Ton (langsamer = tiefer; schneller = höher). Der Crossfader bleibt dabei geöffnet.

### Tear Scratch
Technik
Diese Technik wird ohne Einsatz des Crossfaders durchgeführt („non fader scratch“ / „record hand movement“). Genau wie beim Baby Scratch erfolgt lediglich eine Bewegung der Platte. Das Sample wird zunächst vorwärts geschoben und anschließend wieder zurückgezogen, wobei die Rückwärtsbewegung durch einen kurzen Stopp in der Bewegung unterbrochen wird. Nach dem Stopp wird die Platte also weiter zurückgezogen. Dadurch entstehen drei Soundteile (Vorwärts [Pause] Zurück [Pause] Zurück). Die beschriebenen kurzen Stopps sind das Prinzip der Technik. Es gibt keine fixen Vorgaben für das Setzen der Stopps. Sie können beliebig häufig und sowohl während der Vorwärts-, als auch bei der Rückwärtsbewegung durchgeführt werden. (1. Bsp.: zwei Soundteile vorwärts, ein Soundteil zurück; 2. Bsp.: drei Soundteile vorwärts / zwei Soundteile zurück; etc.). Wichtig ist, dass die Pausen klar zu hören sind.
Eine häufig durchgeführte Variante des Tear-Scratches wird „Swirl“ genannt. Hierbei handelt es sich um den, bereits oben beschriebenen, Ablauf: ein Soundteil vor, zwei Soundteile zurück.
Variationen
Der Tear lässt sich wunderbar mit anderen Scratches kombinieren. So kann z. B. anstelle der normalen, einfachen Vorwärts- und Rückwärtsbewegung, bei einem Transformer oder Flare die Plattenbewegung des Tears angewendet werden. Dadurch klingt der Scratch ein wenig „funkiger“.

### Stabs oder Punches
1. Zu Anfang steht der Crossfader auf „aus“ und die Platte liegt am Anfang eines Tones.
2. Platte schnell vorwärts stoßen und dabei den Crossfader kurz Richtung „an“ und sofort wieder Richtung „aus“ bewegen.
3. Platte zurückziehen zum Anfang des Tones.
4. Siehe 1.

Dadurch wird der Sound schnell abgespielt und die Rückwärtsbewegung wird ausgeblendet. Wenn die Platte nach mehreren Stabs losgelassen wird entsteht ein Stotter-Effekt (Beispiel: „Fre-Fre-Fre-Fresh!“).

### Transformer Scratch
Mit der Erfindung des Transformer Scratches werden zwei DJ's in Verbindung gebracht. DJ Jazzy Jeff & the Fresh Prince traten im November 1986 auf dem Union Square in New York auf. Dort präsentierte DJ Jazzy Jeff den Transformer Scratch. Die Aufnahme wurde auf ihrem Album He's the DJ, I'm the Rapper (1988) released. Außerdem wird die Entwicklung ebenfalls auf DJ Spinbad aus Philadelphia zurückgeführt.
Benannt wurde der Scratch nach einer Cartoon-Serie aus den USA in den 80er Jahren. Der Transformer Scratch erzeugt einen Sound, ähnlich wie die Roboter aus der Serie.
Technik
Zu Beginn und am Ende des Scratches befindet sich der Crossfader auf der geschlossenen Position. Während dann die Platte langsam hin und her bewegt wird, wird ein darauf befindlicher, langer Ton mit dem Crossfader in kleine rhythmische Staccato-Stücke „zerhackt“. In der einfachsten Variante wird während des „Zerhackens“ mit dem Fader der Ton der Platte einfach laufen gelassen, Erweiterungen sind dann das gleichzeitige schnelle oder langsame Zurückziehen der Platte sowie das Abspielen des Tons mit veränderter Geschwindigkeit (=Tonhöhe) per Pitch-Regler oder durch Anschieben/Bremsen/Auslaufenlassen der Platte. Ganze Melodien können so (nach-)gespielt werden.

### Chirp
Der Chirp Scratch wurde berühmt durch DJ Jazzy Jeff, der ihn erstmals auf dem Track The Magnificent Jazzy Jeff von DJ Jazzy Jeff & the Fresh Prince ausführte. Dieser Track befindet sich auf dem Album Rock the house (1987) des Hiphop-Duos. Der Text ist eine Hommage von Fresh Prince an seinen DJ, welcher selbst diverse Scratches, u. a. eben den „Chirp“, zum Besten gibt. Da der Sound des Scratches an das Gezwitscher eines Vogels erinnert, wurde er so genannt (chirp = zwitschern).
Technik
1. Zu Anfang steht der Crossfader auf „aus“ und die Platte liegt am Anfang eines Tones.
2. Platte vorwärtsschieben und dabei den Crossfader Richtung „an“ bewegen.
3. Am Ende des Tones den Fader schließen.
4. Platte zurückziehen und dabei den Crossfader Richtung „an“ bewegen.
5. Am Ende des Tones den Fader schließen.
6. Siehe 1.

Dadurch wird jeweils der Zeitraum, in dem die Platte durch das Ändern der Richtung langsamer wird (und damit der entstehende Ton tiefer), ausgeblendet und es entsteht ein gleichmäßiger Ton, der schnell ausgeführt an das Zwitschern eines Vogels erinnert, daher der Name Chirp.

### Flare
Namensgeber und Erfinder der Flare-Technik war im Jahre 1987 DJ Flare. Er erfand den „Original Flare“-Scratch. Später wurde diese Technik von DJ Disk, D-Styles und DJ QBert weiterentwickelt und es entstanden die sogenannten „Orbits“ (1-Klick, 2-Klick, 3-Klick).
Die Idee hinter der Entwicklung war folgende: Nachdem der „Transformer-Scratch“ in der Szene etabliert war und diverse DJs ihn ausführen konnten, versuchten sie ihn zu verbessern. Sie waren dabei bestrebt, in der Durchführung immer schneller zu werden. Bald gelangten sie jedoch zu der Erkenntnis, dass die Schnelligkeit des Scratches aufgrund der geschlossenen Anfangs- und Endposition des Crossfaders begrenzt ist. Bei einer einfachen Vorwärtsbewegung muss der Crossfader nämlich aus der geschlossenen Position zweimal bewegt werden (zwei Klicks bzw. zwei Auf- und Zubewegungen), um zwei Soundteile zu erzeugen.
Der Flare-Scratch beginnt und endet hingegen mit dem Crossfader in der offenen Position. Bei einer einfachen Vorwärtsbewegung muss der Crossfader dann aus der offenen Position nur einmal geschlossen und wieder geöffnet werden (ein Klick), um zwei Soundteile Teile zu erzeugen. Damit erspart sich der DJ eine Crossfaderbewegung. Das ermöglicht ihm, größere Geschwindigkeiten in der Performance zu erzielen. Die Durchführung des Scratchens wird effizienter.
Technik
1. Zu Anfang steht der Crossfader auf „an“ und die Platte liegt am Anfang eines Tones.
2. Platte vorwärts schieben. Der Sound wird während der Vorwärtsbewegung kurz unterbrochen, indem der Crossfader kurz Richtung „aus“ und wieder zurück auf „an“ bewegen wird. Es entstehen zwei Soundteile.
3. Anschließend Platte zurückziehen und während der Rückwärtsbewegung – genau wie bei der Vorwärtsbewegung – den Crossfader kurz Richtung „aus“ und wieder zurück auf „an“ bewegen.
4. Siehe 1.

Dieser Scratch wird „1-Klick-Flare“ (oder „1-Klick-Orbit“) genannt.
Durch dieses Prinzip entstehen sogenannte Phantom-Klicks. Der Richtungswechsel der Platte wird bei dieser Technik nicht ausgeblendet, wodurch die Crossfaderbewegung gespart wird. Dennoch wird eine Soundunterbrechung erzeugt, da aufgrund des Richtungswechsels die Platte kurz gestoppt wird. So werden durch insgesamt zwei Klicks vier Soundteile erzeugt.
Variation
Es finden sich unzählige Variationen und Kombinationen dieser Technik. So lässt sich bei der Vorwärts- und Rückwärtsbewegung der Platte der entsprechende Ton einmal (1-Klick-Flare / 1-Klick-Orbit), zweimal (2-Klick-Flare / 2-Klick-Orbit) oder dreimal (3-Klick-Flare / 3-Klick-Orbit) unterbrechen. Die Anzahl der Klicks pro Bewegung ist theoretisch nicht auf eine bestimmte Anzahl offclicks festgelegt. Auch gibt es den „Original Flare“.

### Crab
Der Crab Scratch wurde 1995 von DJ QBert und DJ Disk entwickelt. Er ist eine Variation des Twiddle Scratch, welcher von DJ Excel erfunden wurde. DJ Excel und DJ QBert trafen sich in Japan bei einem DMC DJ Contest und Excel fragte DJ QBert, wie der Flare Scratch funktionierte. Excel präsentierte QBert in dem Zusammenhang den Twiddle, weil er dachte, dass dies die entsprechende Technik sei. Für QBert hingegen war es ein neuer Move. Zurück in seiner Heimatstadt San Francisco, zeigte er den Scratch wiederum DJ Disk. Nach eigener Aussage entwickelte dieser dann die Technik entsprechend weiter. Bei den US DMC Finals 1995 präsentierte hingegen Q-Bert diese Technik erstmals öffentlich.
Nach einer Erzählung von QBert wurde der Scratch nach dem Lebensmittel „Crêpe“ benannt. Als er und Mix Master Mike einen Crêpe bestellten, fanden beide die Aussprache des Verkäufers interessant und benutzten den Ausdruck als Name für den Scratch.
Technik
Die Crab ist eine Art schneller Transform-Scratch, bei dem drei bis vier Finger über den Crossfader dribbeln und so ein sehr schnelles Staccato erzeugen.
1. Der Crossfader steht auf „aus“ und wird locker mit dem Daumen in dieser Stellung gehalten.
2. Während die Platte bewegt wird schiebt der kleine Finger den Fader kurz Richtung „an“.
3. Den kleinen Finger locker lassen, so dass der Daumen den Fader wieder auf „aus“ stellt.
4. Dasselbe mit Ring-, Mittel- und Zeigefinger wiederholen.

Die Technik erinnert an das Spielen von Kastagnetten. Crossfader mit verkürztem Öffnungsweg, die seit Ende der 1990er Jahre verfügbar sind, erleichtern und verbessern die Crab, da das Dribbeln den Fader nicht bis zur Mitte bewegt, sondern nur einige Millimeter.
Es besteht jedoch die Möglichkeit, dass der Crab – Scratch mit offenem Crossfader startet und endet. In diesem Fall wäre der Scratch vom Prinzip her ein schneller Flare-Scratch, da so die entsprechenden Phantom Clicks erzeugt werden (→ siehe Flare).
Variation
Der Twiddle basiert im Grunde auf der gleichen Technik, wie der Crab Scratch. Hierbei werden jedoch nur zwei Finger und der Daumen verwendet.

## Bekannte Samples
„Ahhh, this stuff is really fresh“
Es gibt quasi unendlich viele Samples und Sounds, welche gescratcht werden können, je nach Belieben des DJs. Das bekannteste Sample findet sich auf der Single Change the Beat von Fab 5 Freddy (1982). Die B-Seite enthält einen Track mit dem gleichen Beat, lediglich der Text ist ein anderer. Dieser stammt von einer französischen Sängerin namens Beside. Am Ende des Tracks ist folgender Satz zu hören: „Ahhh, this stuff is really fresh“. Die Stimme wurde mit einem Effektgerät (Vocoder) bearbeitet, sodass der entsprechende Sound entstanden ist.
Ein Produzent des Tracks heißt Bill Laswell. Er und Fab 5 Freddy suchten nach einer Möglichkeit, den Track möglichst originell enden zu lassen. Gesprochen sind die Worte hingegen von dem Manager von Laswell, welcher Roger Trilling heißt. Dieser wiederum imitierte einen Tontechniker, welcher dafür bekannt war, den Satz „Ahh that's fresh“ zu sagen, wenn er bestimmte Sachen cool fand. Das ganze wurde ein Witz im Studio und aus diesem Grund wurde es verwendet.
Sowohl das „ahh“, als auch das „fresh“ sind auf fast jeder DJ-Platte zu finden.

## Filme
- Scratch, USA 2001, Regie: Doug Pray. Dokumentation über Hip-Hop DJing bzw. Turntablism (englische IMDB Seite).